# Arawak-Sprachen

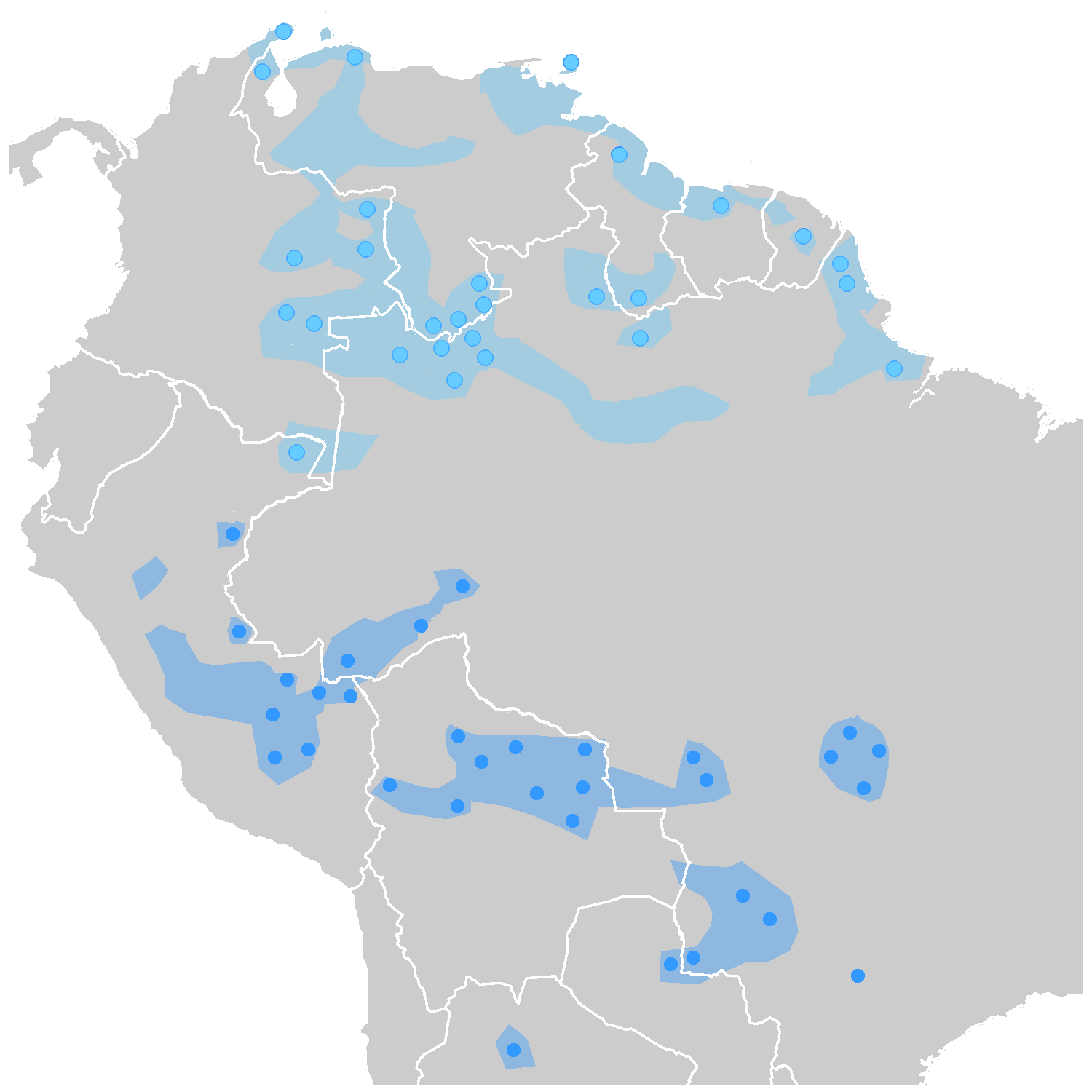
Arawak-Sprachen Südamerikas: Nord-Arawak (hellblau) und Südwest-Arawak (dunkelblau).

Die arawakischen Sprachen sind eine in Südamerika und in der Karibik beheimatete indigene Sprachfamilie.
Der Name Arawak bezeichnete ursprünglich ausschließlich einen einflussreichen Stamm in Guyana und Suriname. Von dessen Sprache gibt es ältere Beschreibungen. In Suriname, Guyana, Französisch-Guayana und Venezuela wird sie bis heute gesprochen.
Die als arawakisch bezeichneten über 60 Sprachen wurden im späten 19. Jahrhundert als eigene Sprachgruppe erkannt. In fast allen heute „arawakisch“ genannten Sprachen lautet das Präfix der ersten Person Singular nu-, das eigentliche Arawak jedoch benutzt ta-. Andere Gemeinsamkeiten umfassen das Präfix der zweiten Person Singular pi-, das Relativpräfix ka- und das Negativpräfix ma-.
In den vergangenen Jahrzehnten sind diese zweifellos miteinander verwandten Sprachen von nordamerikanischen Taxonomisten in Maipurisch (engl. Maipurean) umbenannt worden, um sie von einem größeren, hypothetischen Sprachstamm zu unterscheiden, der dann „Arawakisch“ genannt wird.

## Klassifikation der arawakischen Sprachen
- Maipurisch
  - Zentral-Maipurisch (nördlicher Mato Grosso in Brasilien)
    - Mehináku
    - Parecís
    - Saraveca
    - Enawené-Nawé
    - Waurá
    - Yawalapití

  - Ost-Maipurisch (im äußersten Norden an der Atlantik-Küste Brasiliens)
    - Palikúr

  - Nord-Maipurisch (nördlich des Amazonas)
    - Karibische Gruppe I
      - Arawak (Suriname, Guyana)
      - Wayuunaiki (Sprache der Wayuu: Guajira-Halbinsel, Kolumbien)
      - Paraujano (westliches Venezuela)
      - Taíno (Große Antillen und Bahamas)

    - Karibische Gruppe II
      - Garífuna (Honduras, Guatemala, Belize)
      - Insel-Karibisch (Kleine Antillen)

    - Inland-Gruppe I (südliches Venezuela)
      - Baniva
      - Maipure
      - Yavitero

    - Inland-Gruppe II (Llanos de Orinoco, v. a. Kolumbien)
      - Achagua
      - Piapoco

    - Inland-Gruppe III (nordwestliche Nebenflüsse des Amazonas)
      - Baniwa (Brasilien)
      - Cabiyarí (Kolumbien)
      - Guarequena (Venezuela)
      - Curripaco (Kolumbien)
      - Tariano (Brasilien)

    - Inland-Gruppe IV (Amazonisch)
      - Baré (Venezuela)
      - Carútana (Brasilien)
      - Guipunave (Brasilien)
      - Ipeka-Tapuia (Brasilien)
      - Manau (Brasilien)
      - Mandahuaca (Venezuela)
      - Resígaro (Peru)
      - Tubarão (Brasilien)
      - Uainuma (Brasilien)
      - Yucuna (Kolumbien)
      - Yabaâna (Brasilien)

    - Wapishana-Gruppe (südliches Guyana und Brasilien)
      - Atorada (Guyana)
      - Mapidian (Brasilien)
      - Wapishana (Guyana)

  - Süd-Maipurisch
    - Südliche Gruppe I (Bolivien)
      - Baure
      - Ignaciano
      - Paunaka
      - Trinitario

    - Südliche Gruppe II (Brasilien)
      - Guana
      - Terêna

    - Prä-andine Gruppe (Peru)
      - Ashéninka Pajonal
      - Asháninka
      - Caquinte
      - Nanti
      - Ashéninka, Ucayali-Yurúa
      - Ajyíninka Apurucayali
      - Ashéninka, Pichis
      - Ashéninka, Süd-Ucayali
      - Machiguenga
      - Nomatsiguenga
      - Ashéninka Perené

    - Purus-Gruppe (Brasilien und Peru)
      - Apurinã
      - Mashco Piro
      - Iñapari
      - Machinere
      - Yine

    - Unklassifiziert (Brasilien)
      - Irántxe

  - West-Maipurisch (Peru)
    - Yanesha'
    - Chamicuro

  - Unklassifiziert
    - Mawayana